# Хайнихен (Тюрингия)
Хайнихен (нем. Hainichen) — община в Германии, в земле Тюрингия.
Входит в состав района Заале-Хольцланд. Подчиняется управлению Дорнбург-Камбург. Население составляет 183 человека (на 31 декабря 2010 года). Занимает площадь 5,31 км².